# Much Loved
Much Loved (Zin li fik) è un film del 2015 diretto da Nabil Ayouch.
La pellicola è stata presentata al Festival di Cannes 2015.

## Trama
Quattro prostitute di Marrakech, Randa, Noha, Hlima e Soukaina, durante la notte, insieme ad altre colleghe, si prostituiscono per vivere, offrendo il loro amore a chiunque ne faccia richiesta tra festini a base di alcool e droghe. Tra corpi esibiti con disinvoltura, le tre amiche si fanno coraggio per superare le umiliazioni subite e devono affrontare una società sospesa tra conservatorismo e occidentalizzazione.
Noha ha 28 anni e ha lasciato un figlio di 2 anni a sua madre, che bada con tante difficoltà agli altri due figli. La madre di Noha non vorrà più vedere sua figlia dopo che avrà scoperto come si guadagna da vivere.
Randa desidera andare a vivere in Spagna dal padre, che costantemente la cerca.
Soukaina ha un amante e le paga da vivere.
Dopo varie nottate Soukaina viene picchiata da un suo cliente dopo che lei scopre che è omosessuale. 
Al pronto soccorso le tre ragazze conoscono Hlima, una ragazza che si guadagna da vivere di giorno in giorno, e che aspetta un bambino, che poi purtroppo in seguito perderà. Le giovani decidono di ospitarla in casa loro e di portarla con loro ad Agadir per qualche tempo.

## Controversie
Il film è stato vietato in Marocco, in quanto considerato lesivo dell'onore del paese, a causa del tema trattato, delle scene di sesso e del linguaggio troppo esplicito. 
Nabil Ayouch inoltre è stato minacciato di morte insieme alle attrici dai gruppi salafiti.
Riguardo alle accuse il regista replica che la sua intenzione non era di danneggiare l'immagine del Marocco, ma di affrontare un problema sociale, "la prostituzione è intorno a noi e invece di rifiutare di vedere, bisogna cercare di capire le cause che portano le donne alla strada della prostituzione".